# Villers-Plouich
Villers-Plouich é uma comuna francesa na região administrativa de Altos da França, no departamento do Norte. Estende-se por uma área de 10.97 km². Em 2010 a comuna tinha 402 habitantes (densidade: 36,6 hab./km²).